# Vilaroja
Vilaroja est un hameau des Pyrénées-Orientales, sur la commune de Coustouges. Il a été le chef-lieu d'une ancienne commune sous le nom de Villeroge .

## Géographie

### Localisation
Villeroge est situé à l'ouest de Coustouges.

### Communes limitrophes
|             | Saint-Laurent-de-Cerdans |            |
| Serralongue | Villeroge,               | Coustouges |
|             | Albanyà (Espagne)        |            |

### Géologie et relief
Une partie du territoire de Villeroge possède la singularité de se situer au sud de la ligne de partage des eaux, donc sur le versant hispanique des Pyrénées. Le village se trouve sur la  ribera de Vilaroja qui s'écoule vers le nord et la France.

### Hydrographie
La Muga  sépare le sud de la commune de l 'Espagne.

## Toponymie
En catalan, le nom du village est Vilaroja.
Villeroge est mentionné dès 936 sous le nom de Villa Rubia. Villa, à l'époque franque, ne désignait pas une ville mais une ferme ou un domaine agricole. Rubia (« rouge ») pourrait avoir désigné la couleur de la terre à cet endroit, qui est rouge car riche en fer, mais aussi le nom ou surnom du propriétaire du domaine.

## Histoire
Villeroge faisait partie de la paroisse de Coustouges sous l'ancien régime.
La commune de Villeroge est créée en 1790 mais rattachée à la commune de Coustouges dès l'an II.

## Population et société

### Démographie
La population est exprimée en nombre de feux (f) ou d'habitants (H).
| 1720 | 1730 | 1767 | 1774 | 1789 | 1790  | 1794 |
| ---- | ---- | ---- | ---- | ---- | ----- | ---- |
| 8 f  | 12 f | 60 H | 30 f | 27 f | 171 H | 4 f  |

À partir de 1796, la population de Villeroge est comptée avec celle de Coustouges.

### Enseignement

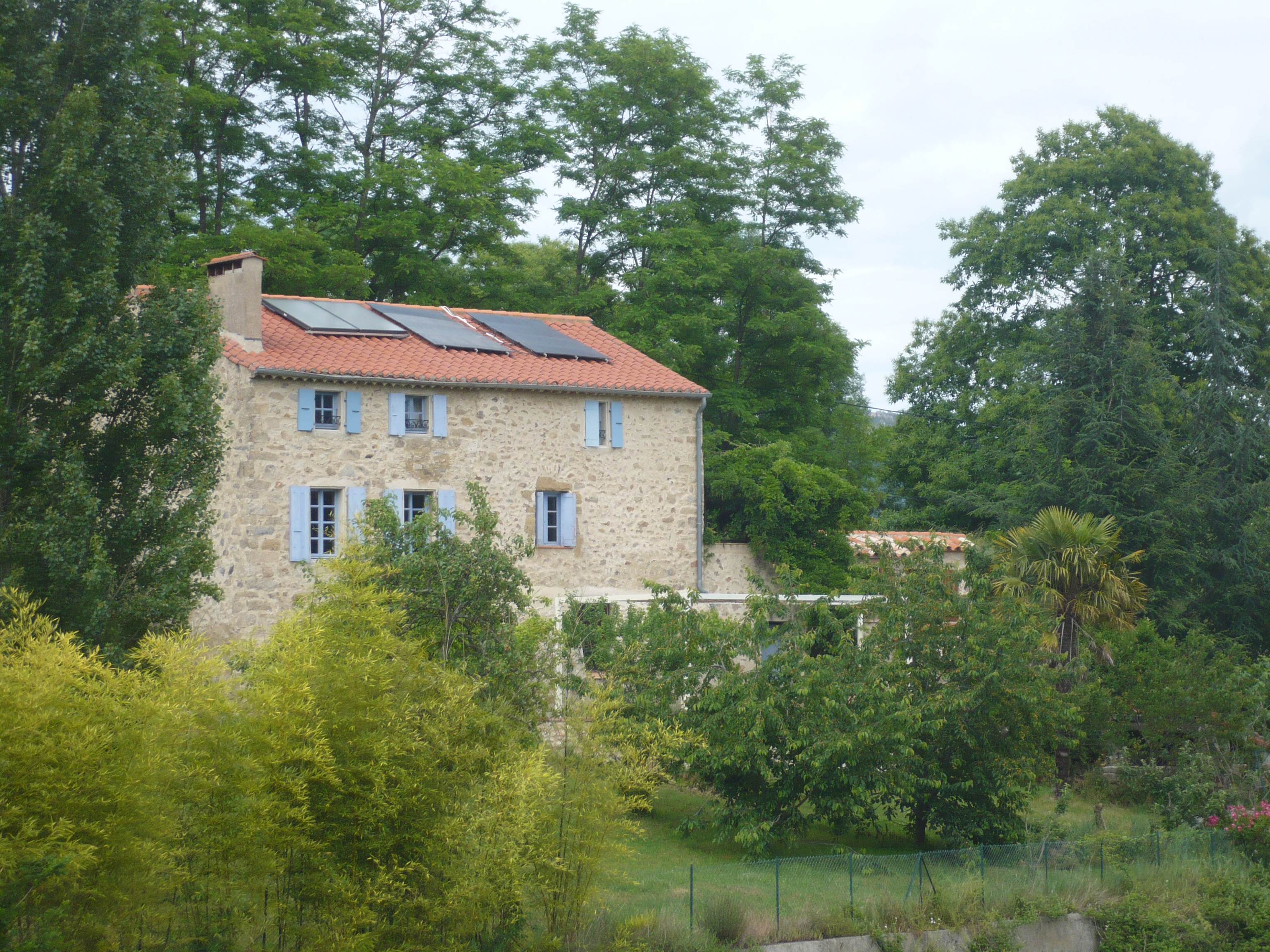
L'ancienne école

Il y avait jadis une école à Villeroge.

## Culture locale et patrimoine

### Lieux et monuments
- Église Saint-Michel de Villeroge : église romane à nef unique[4].

### Personnalités liées à la commune
- Plusieurs Trabucaires (bandits du XIXe siècle) sont nés ou ont vécu à  Vilaroja.
- Shakira (1977-) : la chanteuse colombienne possède une résidence à Villeroge[7].